# Supreme (personaggio)
Supreme, il cui vero nome è Ethan Crane, è un personaggio dei fumetti creato da Rob Liefeld nel 1992 per la Image Comics e successivamente rilanciato da Alan Moore.

## Creazione e Sviluppo
Supreme nasce dal desiderio di Rob Liefeld di scrivere delle storie su Superman. Esordisce per la prima volta nel 1992 sulle pagine di Youngblood nella storia denominata Enter Supreme. Il personaggio otterrà poi una serie regolare sulla quale Liefeld lavorerà occasionalmente. Le sue origini variano di storia in storia, tuttavia viene fatta chiarezza sul suo passato nella miniserie di tre numeri The Legend of Supreme di Keith Giffen e Robert Loren Fleming. In questa miniserie, un reporter, Maxine Winslow, indaga appunto sulla vera storia di Supreme. Veniamo quindi a sapere che nel 1937 Ethan Crane sparò a due criminali in una rissa, uccidendoli, perché questi avevano stuprato una quindicenne. Crane venne a sua volta colpito da due poliziotti, ma riuscì a sopravvivere, venendo poi processato e condannato all'ergastolo. In prigione, gli venne offerta dal governo la possibilità di partecipare ad un esperimento per potenziare le capacità umane (sperando che, a differenza delle sei cavie precedenti, lui potesse sopravvivere). Ethan accettò, ma anche lui perì come i suoi predecessori. Tuttavia tornò in vita e andò per la sua strada imbattendosi in una chiesa, dove fu ospitato da Padre Bean, e in quel luogo scoprì alcune delle sue abilità. Adottò così il nome di Supreme per poi decidere di prendere parte alla seconda guerra mondiale. In quel periodo entrò a far parte degli "Alleati". Dopo la fine della guerra si dedicò alla vita da supereroe, ma, dopo aver ucciso per errore Padre Bean, lasciò la Terra. Trascorsi decenni nello spazio a combattere contro una razza aliena nota come Katellans, Supreme torna infine sulla Terra nel 1992 trovandola molto cambiata, infatti gran parte della popolazione umana è dotata di superpoteri e facente parte di squadre come gli Youngblood e gli Heavy Mettle. Supreme entra per un breve periodo a far parte degli Heavy Mettle, per poi lasciarli dopo aver sconfitto il supercattivo Khrome.

### Il Supreme di Alan Moore

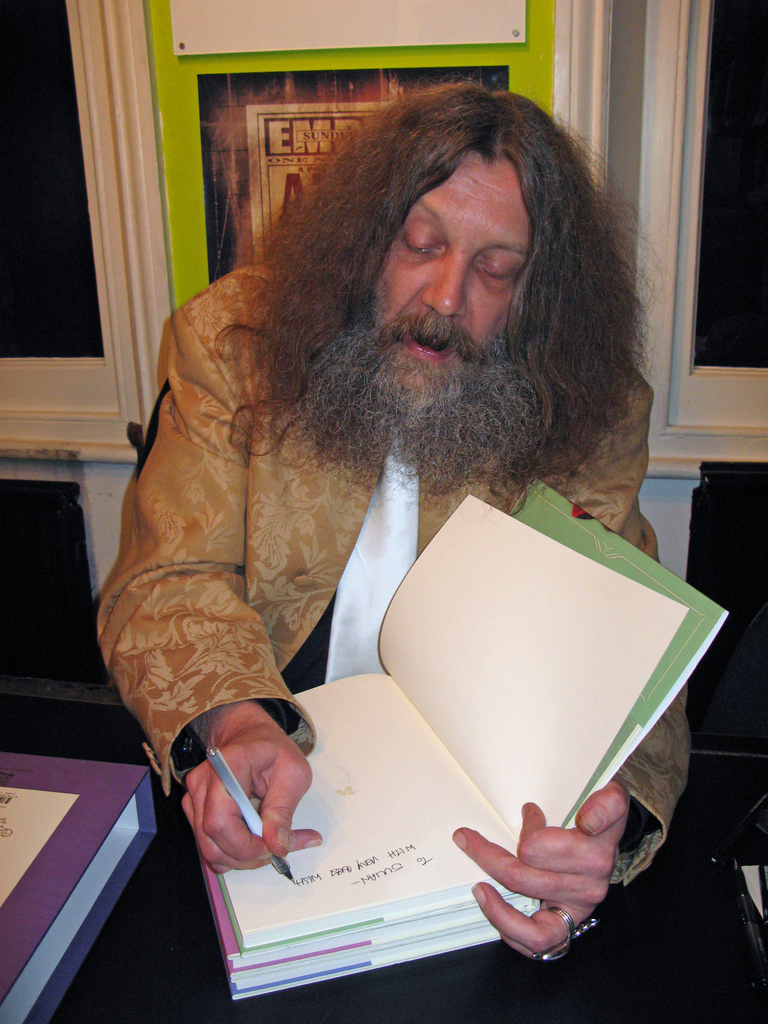
Alan Moore, autore del rilancio di Supreme

Rob Liefeld chiese poi allo scrittore britannico Alan Moore di scrivere ulteriori numeri di Supreme. Moore accettò, a condizione che gli fosse data piena libertà sulla storia e sui personaggi. Iniziando con il numero 41 della serie Supreme, Moore cominciò la sua opera di decostruzione del personaggio, e, con una pesante componente metanarrativa unita a toni ironici, rielaborò in chiave moderna il mito di Superman.
Nasce così la run di Alan Moore su Supreme (che va dal numero 41 al 56) denominata The Story of the Year. Nel Supreme di Alan Moore Ethan Crane è un mite autore di fumetti che lavora alla fittizia Dazzler Comics (per la quale scrive e disegna le avventure del supereroe Omniman) e che ottenne i superpoteri da giovane grazie all'esposizione alle radiazioni di un meteorite fatto di Supremium. Nel primo numero della gestione di Moore, Supreme, di ritorno dallo spazio, entra in una dimensione chiamata Supremacy, abitata interamente da tutte le versioni di Supreme susseguitesi nel tempo, e di cui lui stesso non è altro che la versione più recente. Inizialmente Supreme soffrirà di amnesia, ma rapidamente capirà che la memoria tornerà con la scoperta dei vari retroscena della sua vita. Quando Supreme recupera i ricordi, ci viene presentata la sua infanzia e le avventure delle sue precedenti versioni. In questa versione, Supreme ha anche una sorella, Sally Crane (alias Suprema), con i suoi stessi poteri, e un supercane, Radar il Segugio Supremo, che possiede la stessa intelligenza di un uomo. Essi prendono ispirazione rispettivamente da Supergirl, cugina di Superman, e Krypto, il cane dello stesso. Il principale antagonista di Supreme in questa versione è Darius Dax, un brillante scienziato ossessionato da Supreme ispirato alla figura di Lex Luthor, che per combattere la sua nemesi si servirà del Supremium (che su Supreme ha un effetto analogo alla Kryptonite per Superman). Dopo il numero 56, Alan Moore scrisse la miniserie di sei numeri Supreme: The Return, la quale narra le vicende di Supreme dopo la sconfitta di Darius Dax.

### Supreme Sacrifice
Nel 2006 la Arcade Comics pubblica una nuova serie di Supreme scritta da Robert Kirkman e Rob Liefeld. Essa non prende in considerazione il lavoro di Alan Moore, bensì si ispira al Supreme degli anni '90 scritto da Liefeld stesso.

## Poteri e abilità
Possiede molte abilità in comune con il personaggio di Superman quali forza, resistenza e velocità sovrumane, capacità di volare, vista calorifica, soffio congelante e una quasi totale invulnerabilità a qualsiasi tipo di attacco fisico.

## Antagonisti
Di seguito una lista dei vari antagonisti di Supreme. Oltre a Darius Dax abbiamo:
- Emerpus: versione distorta di Supreme ispirata a Bizzarro.
- Gorrl: una galassia vivente.
- Korgo: signore della guerra proveniente dallo spazio.
- Supremium Man: un uomo composto interamente di Supremium. Trae ispirazione dall'Uomo di Kryptonite.
- Master Meteor: che diverrà il secondo Supremium Man.
- Televillain: ex riparatore di televisori che dopo un incidente diviene in grado di teletrasportarsi all'interno dei programmi televisivi.
- The End: il più potente nemico di Supreme. Non viene mai mostrato se non in penombra. Il nome del personaggio ricorda vagamente quello di Doomsday.
- Ombra Supreme: versione malvagia di Supreme creata dal raggio di una pistola inventata da Darius Dax.

## Altre versioni

### Kid Supreme
Il primo Kid Supreme fu Charles Flanders, che durante la seconda guerra mondiale scoprì di poter attingere al potere di Supreme e divenne la sua spalla. Il secondo fu Danny Fuller che li ottenne dopo uno scontro tra Supreme e Union. Mentre nella versione di Alan Moore Kid Supreme non è altri che Supreme da giovane.

### Probe
Figlia di Supreme e Glory. Non è presente nella continuity di Alan Moore, tuttavia appare nella Supremacy.

### Suprema
Sally Crane, sorella di Supreme, ottiene i poteri grazie ad un paradosso temporale causato da Darius Dax.

## Le battaglie del millennio
In questo crossover tra la Marvel e la Image Comics, Supreme ingaggia uno scontro con Gladiatore.

## Altri media
Il 10 settembre 2014 Rob Liefeld, creatore del personaggio, rivela tramite il suo account di Twitter di essere stato contattato da due non meglio specificati studi cinematografici per un eventuale adattamento di Supreme sul grande schermo.